# 안테 (위성)

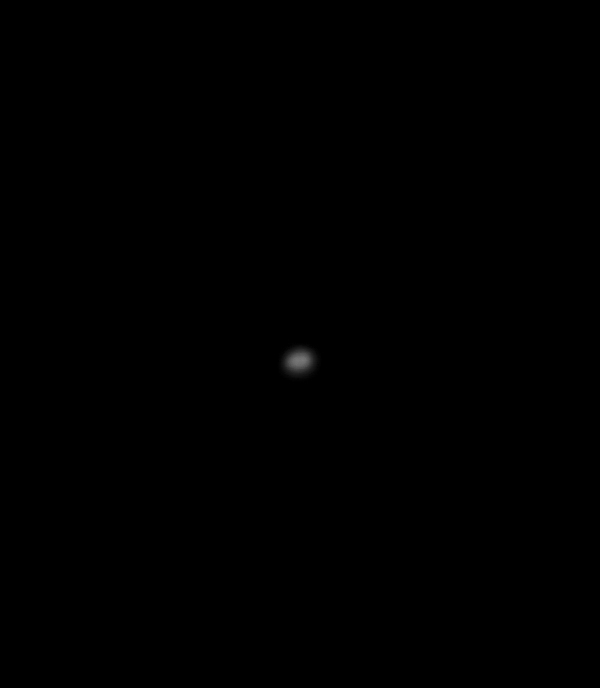

안테(Anthe)는 토성의 매우 작은 자연 위성으로, 미마스와 엔셀라두스의 궤도 사이에 놓여있다. 새턴 XLIX(Saturn XLIX)라고도 부르며 S/2007 S 4로 명명되었다. 토성의 6번째로 확인된 위성이다.
카시니 이미징 팀에 의해 2007년 5월 30일 이미지 촬영을 통해 발견되었다.